# Every Time I Die
Every Time I Die (parfois surnommé ETID) est un groupe de metalcore américain originaire de Buffalo et actif depuis 1998. Il a été fondé par deux frères, Jordan et Keith Buckley.

## Biographie
Le groupe est formé à Buffalo, New York, au cours de l'hiver de l'année 1998 par les frères Buckley, Keith (au chant) et Jordan (à la guitare). Ils sont alors rapidement rejoints par le guitariste Andrew Williams, le bassiste John McCarthy et enfin, par le batteur Michael « Ratboy » Novak. Une fois le line-up complet, le groupe décide alors de produire leur première démo, intitulée Burial Plot Bidding War.
L'année suivante, en 2001, Aaron Radaczyk remplace John McCarthy à la basse, peu avant l'enregistrement de leur premier album studio, Last Night In Town, qui sortira sous le label Ferret Records. Au cours de l'année 2003, le bassiste, Aaron Radaczyk quitte le groupe peu avant l'enregistrement du second album studio, Hot Damn!. Il est remplacé par Steven Micciche. En 2005, un autre changement dans la formation a lieu dans le groupe Micciche quitte le groupe et est remplacé par Kevin Faulk, provenant du groupe Between the Buried and Me. Cependant, trois mois après avoir enregistré leur troisième album studio, Gutter Phenomenon, Kevin Faulk quitte le groupe.Chris Byrnes, membre du groupe NORA, va occuper le poste de bassiste pendant la tournée du groupe au Warped Tour de 2006 et quitter Every Time I Die juste après. Il sera remplacé par Keller Harbin.
Au cours de l'année 2007, ETID retourne dans les studios pour enregistrer son quatrième album, The Big Dirty. En 2009, en tournée avec Gallows, une chanson intitulée Buffalo 666 de leur prochain album New Junk Aesthetic, est jouée pour la première fois. Josh Newton annonce le 12 octobre 2011 son départ du groupe. Pour le reste de la tournée, Stephen Micciche le remplace à la basse. Le 15 octobre 2013, le groupe annonce sa présence avec A Day to Remember à leur tournée européenne de 2014.
Au printemps 2014, le groupe annonce la production de son septième album From Parts Unknown avec le producteur Kurt Ballou, publié le 8 juillet 2014.
En février 2015, ETID annonce le départ de Ryan Leger, et son remplacement par Daniel Davison (ex-Norma Jean et Underoath). En 2016, ils publient un nouvel album, Low Teens.
Puis, leur neuvième album, Radical, sort sur Epitaph Records en 2021.
Alors qu'ils sont en tournée pour Radical, fraichement sorti, de vives tensions explosent au sein même du groupe au début du mois de décembre 2021. En effet, Every Time I Die annonce sur ses réseaux sociaux que Keith ne prendra pas part aux dernières dates de l'année, évoquant sa santé mentale, mais qu'ils joueront malgré tout ces quelques concerts sans chanteur. Aussitôt, Keith Buckley, apparemment surpris, contre-attaque sur ses propres réseaux personnels, indiquant que sa santé mentale va très bien et accuse son frère Jordan de mentir. Totalement sobre depuis plusieurs mois, Keith aurait décidé de voyager séparément de ses comparses lors des tournées afin d'éviter d'être confronté à l'alcool et aux comportements de ceux sous son influence. Il estime être ostracisé par ses compères du groupe pour cela, notamment par son propre frère qui aurait voulu le faire remplacer dans son dos. Keith annonce donc vouloir prendre ses distances avec ETID et mettre ainsi le groupe en hiatus.
Cependant, l'incendie est rapidement éteint. Très vite, le groupe publie un nouveau communiqué dans lequel il annonce finalement annuler les concerts auxquels Keith ne pourra participer. Au cours de la même déclaration, les quatre autres membres du groupe présentent leurs excuses au chanteur et annoncent que tout cela sera réglé en privé, mais aussi que ETID, après avoir pris un moment pour ces affaires internes, sera bel et bien de retour pour 'Tid the Season, le traditionnel concert de fin d'année d'Every Time I Die dans sa ville de Buffalo. Keith Buckley réagit lui aussi à tout cela de son côté, repostant le statut du groupe auquel il ajoute sobrement "I'll be there" (je serai là). Quelques semaines plus tard, le groupe annonce sa séparation définitive via les réseaux sociaux.

## Membres

### Membres actuels
- Keith Buckley - chant
- Jordan Buckley - guitare
- Andy Williams - guitare
- Daniel Davison - batterie (depuis 2015)
- Stephen Micciche - basse (2001-2005, puis depuis 2011)

### Anciens membres
- Mike Novak - batterie (1998-2009)
- Ryan Leger - batterie (2009-2015)
- John McCarthy - basse (1998-2001)
- Aaron Ratajczak - basse (2001-2003)
- Kevin Falk - basse (2005)
- Chris Byrnes - basse (2005-2006)
- Keller Harbin - basse (2006-2007)
- Jake Schultz - basse (tournée australienne 2007)
- Steve Bache - batterie (tournée 2008)

## Discographie

### Albums studio
- 2001 : Last Night In Town (réédité en 2004)
- 2003 : Hot Damn!
- 2005 : Gutter Phenomenon (réédité avec un DVD bonus en 2006)
- 2007 : The Big Dirty
- 2009 : New Junk Aesthetic
- 2012 : Ex Lives
- 2014 : From Parts Unknown
- 2016 : Low Teens
- 2021 : Radical

### Démos
- 1999 : Demo Tape
- 2000 : Furial Plot Bidding War (réédité en 2003)

### Compilations
- 1999 : HEX
- 1999 : The Sound and The Fury
- 2005 : Progression Through Aggression II

## Vidéographie
- The Dudes and Don'ts of Recording
- Shit Happens
- Sounds of the Underground
- At Home With Every Time I Die
- Hellfest

## Jeux vidéo
Les principaux jeux vidéo ayant un titre de Every Time I Die dans leur bande son se trouvent ci-dessous :
- Guitar Hero 2 contient le titre The New Black
- Motorstorm contient le titre The New Black
- Forza Horizon 3 contient le titre It Remembers